# 小行星4164
小行星4164（英語：4164 Shilov）是一颗围绕太阳公转的小行星。1969年10月16日，柳德米拉·切爾尼赫在克里米亚发现了此天体。
这颗小行星的绝对星等为220.01172等。